# Burgos (provincie)
Burgos is een provincie van Spanje en maakt deel uit van de regio Castilië en León. De provincie heeft een oppervlakte van 14.291 km². De provincie telde 356.042  inwoners (2021) verdeeld over 371 gemeenten. De hoofdstad van Burgos is Burgos.
Burgos heeft enkele exclaves die omringd worden door de provincie Álava, Baskenland. De grootste ervan is Condado de Treviño.
De provincie telt uitgebreide zonnebloemvelden en is daarmee een grootleverancier van zonnebloempitten en zonnebloemolie.

## Bestuurlijke indeling
De provincie Burgos bestaat uit 10 comarca's die op hun beurt uit gemeenten bestaan. De comarca's van Burgos zijn:
- Alfoz de Burgos
- Arlanza
- La Bureba
- Ebro
- Merindades
- Montes de Oca
- Odra-Pisuerga
- Páramos o Sedano y Las Loras
- Ribera del Duero
- Sierra de la Demanda

Zie voor de gemeenten in Burgos de lijst van gemeenten in provincie Burgos.

## Demografische ontwikkeling
Bron: INE
Opm: Bevolkingscijfers in duizendtallen

## Sport
De provincie Burgos is bekend van de internationale meerdaagse wielerkoers Ronde van Burgos. Deze lastige wedstrijd fungeert vaak als laatste voorbereidingskoers op de Ronde van Spanje.
Ávila · Burgos · León · Palencia · Salamanca · Segovia · Soria · Valladolid · Zamora